# Münster (stad)
Münster (Nedersaksisch: Mönster, Nederlands: Munster) is een kreisfreie stad in het noordelijk deel van Noordrijn-Westfalen, Duitsland. Het is de hoofdstad van de Regierungsbezirk Münster. Münster telt 316.403 inwoners (31 december 2020) op een oppervlakte van 303,28 km². Op 31 december 2020 had 10,93% van de inwoners een niet-Duits staatsburgerschap (34.570 niet-Duitsers) en hadden 615 inwoners het Nederlandse staatsburgerschap.

## Geschiedenis
De naam Münster komt van het Latijnse monasterium (klooster) en refereert aan de oprichting van het bisdom Münster door Karel de Grote in 793. De eerste bisschop was Liudger. Tijdens de Middeleeuwen was Münster een bloeiende Hanzestad.
In 1127, 1197 en 1383 woedden in Münster grote stadsbranden.
In het jaar 1382 werd Münster getroffen door de pest waardoor duizenden burgers stierven. In 1383 ging een groot deel van de stad in vlammen op in de ergste stadsbrand sinds 1197. Nog ieder jaar houdt men in Münster de Grosse Prozession als nagedachtenis aan deze twee noodlotsjaren.
In 1534 verjoegen wederdopers de toenmalige bisschop Frans van Waldeck. Toen zij de macht in handen hadden gekregen, verspreidde zich het bericht dat Münster het Nieuwe Jeruzalem was. De nieuwe leider van de stad, Jan Matthijs, stond alleen toe dat gedoopte wedergeborenen zich vestigden in Münster; zij die dat niet waren werden verdreven. De verdreven bisschop stelde een nieuw leger samen met steun van zowel protestanten als katholieken en belegerde de stad. In Münster zelf radicaliseerde de beweging. Jan van Leiden werd uiteindelijk de leider en stelde gemeenschap van goederen en polygamie in. Een jaar later (1535) viel de stad, en hielden de troepen van de bisschop wreed huis. Jan van Leiden werd terechtgesteld. Aan de Lambertuskerk hangt nog steeds de kooi waarin zijn lijk werd tentoongesteld.

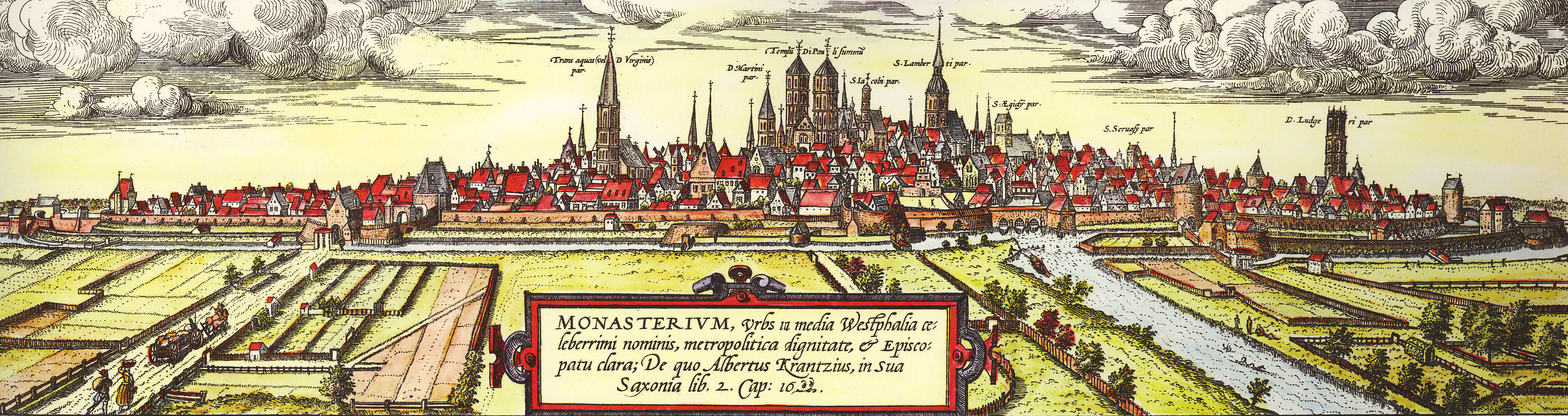
Gezicht op Münster vanaf het zuidwesten in het jaar 1570

De Vrede van Münster en Osnabrück in 1648 maakten van Münster een onafhankelijk bisdom: het gebied bleef hierdoor rooms-katholiek. Een ander belangrijk onderdeel van de Vrede van Münster was de beëindiging van de Tachtigjarige Oorlog en de erkenning van de onafhankelijkheid van Nederland door Spanje. In 1672 viel Münster onder leiding van bisschop Bernhard von Galen de Republiek der Zeven Verenigde Nederlanden binnen. In Groningen wordt nog steeds jaarlijks de overwinning op de bisschop van Münster (bijgenaamd "Bommen Berend") herdacht, met het Gronings Ontzet.
In 1802 werd Münster veroverd door de Pruisen en tot hoofdstad van Westfalen gemaakt. Tijdens de Tweede Wereldoorlog werd de stad grotendeels verwoest door geallieerde bombardementen, maar na de oorlog werd Münster in oude stijl herbouwd.
Op 7 april 2018 werd op een terras in de oude stad een aanslag gepleegd met een bestelwagen. Hierbij kwamen vijf mensen om en vielen er een dertigtal gewonden. Er heerste enige tijd onduidelijkheid over de dader, maar later bleek dat deze zelfmoord pleegde.

## Stadsindeling

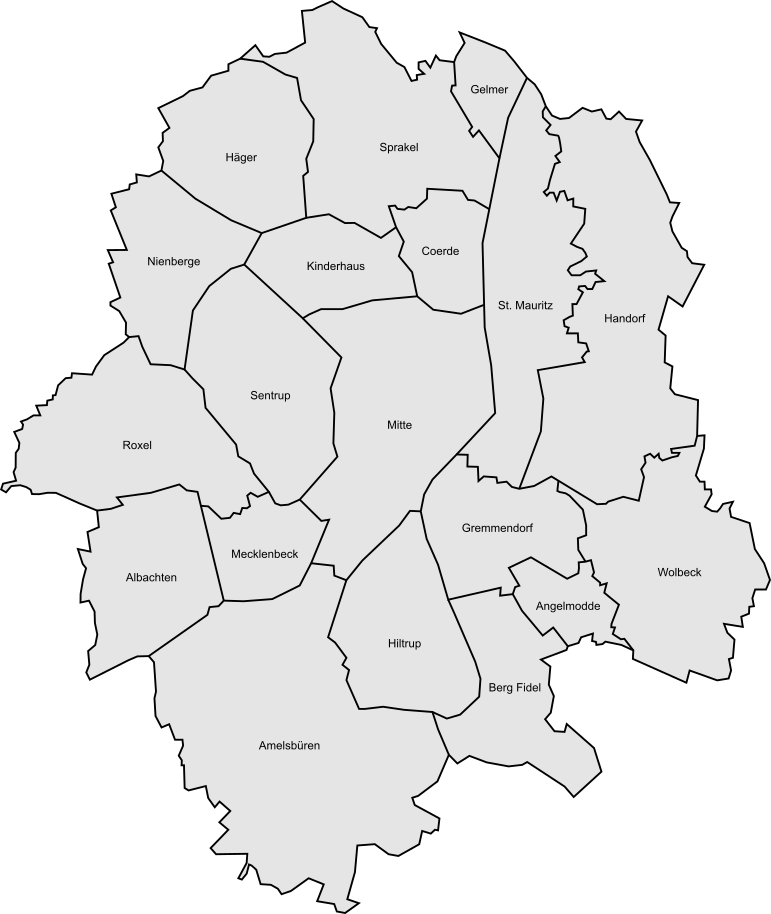
Stadsdelen van Münster

De stad is officieel in zes Stadtbezirke, stadsdistricten verdeeld. Deze hebben ieder een bij direct kiesrecht gekozen stadsdeelraad van 19 leden. De zes stadsdistricten zijn weer in kleinere wijken, buurten of, in het buitengebied, dorpen, onderverdeeld, volgens bovenstaand kaartje en onderstaande opsomming:
- Mitte:
  - Kernbereich (stadscentrum)
- Nord:
  - Coerde
  - Kinderhaus
  - Sprakel met Sandrup, een dorp 10 km ten noorden van de stadskern, dicht bij Greven
- Ost:
  - Gelmer, met het gehucht Bauerschaft Gittrup en de Ortsteile Mariendorf en Sudmühle
  - Handorf, met Kasewinkel, Kreuzbach, Laer, Dorbaum en Verth links van de Eems, en Werse
  - Mauritz-Ost en Mondstraße, in zijn geheel bekend als St. Mauritz
- West:
  - Albachten (ten westen van de Autobahn A1)
  - Gievenbeck
  - Mecklenbeck
  - Nienberge met Häger, Schonebeck en Uhlenbrock
  - Roxel met Altenroxel en Oberort (ten westen van de Autobahn A1)
  - Sentruper Höhe
- Süd-Ost:
  - Angelmodde met Hofkamp
  - Gremmendorf, een grotendeels na WO II rond de Britse kazernes ontstaan dorp, met in 2017 ruim 11.000 inwoners, met het grote bedrijventerrein Loddenheide[5]
  - Wolbeck, dat reeds 10 km ten zuidoosten van de Dom van Münster ligt, met Kasteel Drostenhof
- Hiltrup:
  - Amelsbüren met Sudhoff, Loevelingloh en Wilbrenning (helemaal ten zuiden van het DEK), aan de noordrand van het bos Davert
  - Berg Fidel
  - Hiltrup (het oorspronkelijke dorp van die naam, ten zuiden van de rest van de gemeente, maar ten N. van het DEK)

## Cultuur

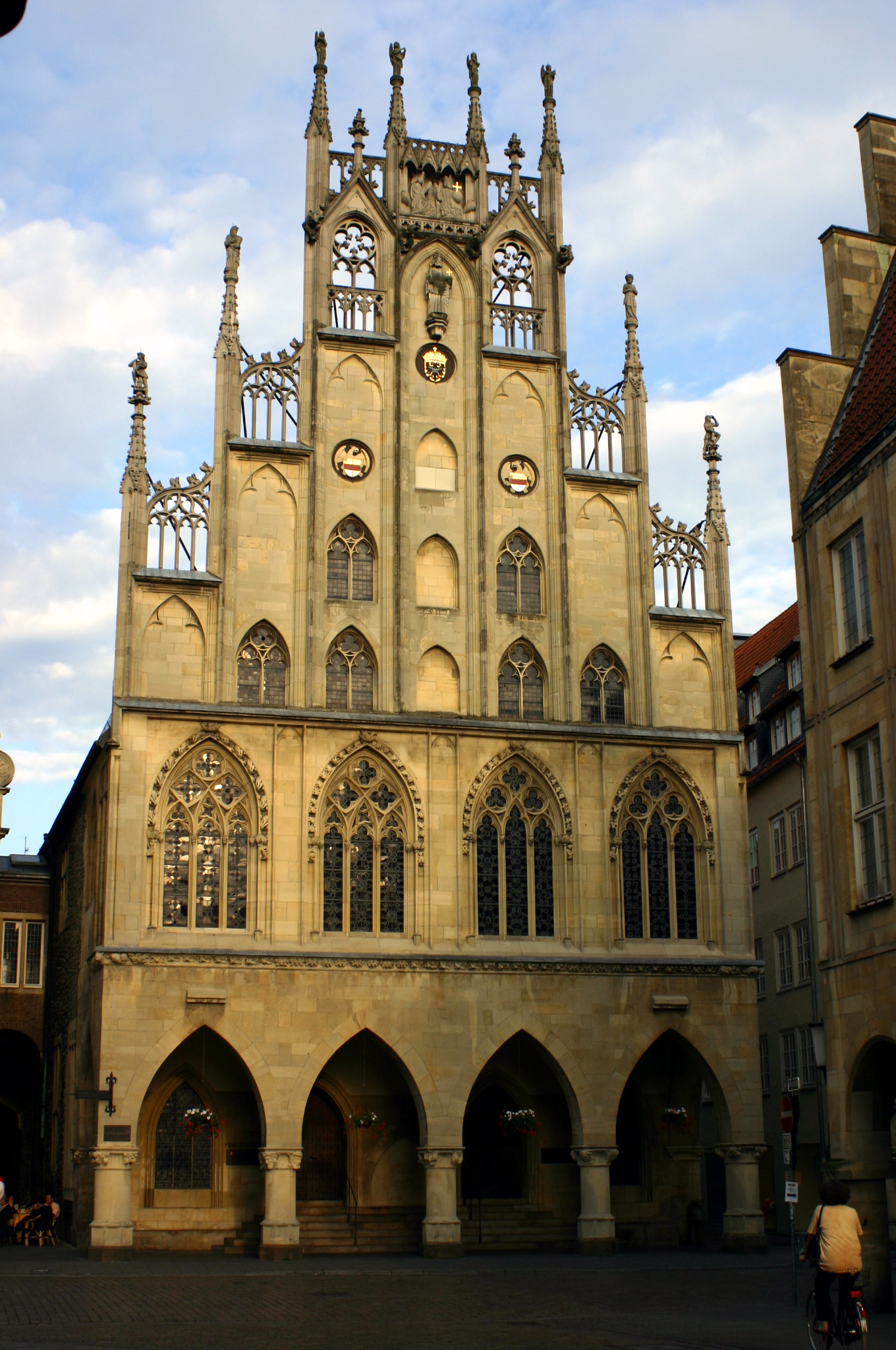
Raadhuis van Münster

### Monumenten
Beeldbepalende historische monumenten in Münster zijn:
- Het laatgotische stadhuis uit de 14de eeuw, waar in 1648 de Vrede van Münster werd ondertekend
- Het raadhuis
- De gotische Lambertikerk uit de 14e en de 15e eeuw
- De romaanse Paulusdom (13de eeuw) met monumentaal interieur en een Astronomisch uurwerk uit 1542
- De deels romaans, deels gotische St. Ludgeri, waarvan het oudste deel uit de 12e eeuw dateert
- De Onze-Lieve-Vrouwekerk (Duits: Überwasserkirche) uit de 14de eeuw
- De Sint-Clemenskerk
- De Sint-Ludgeruskerk
- De Apostelkerk

### Dierentuin en musea

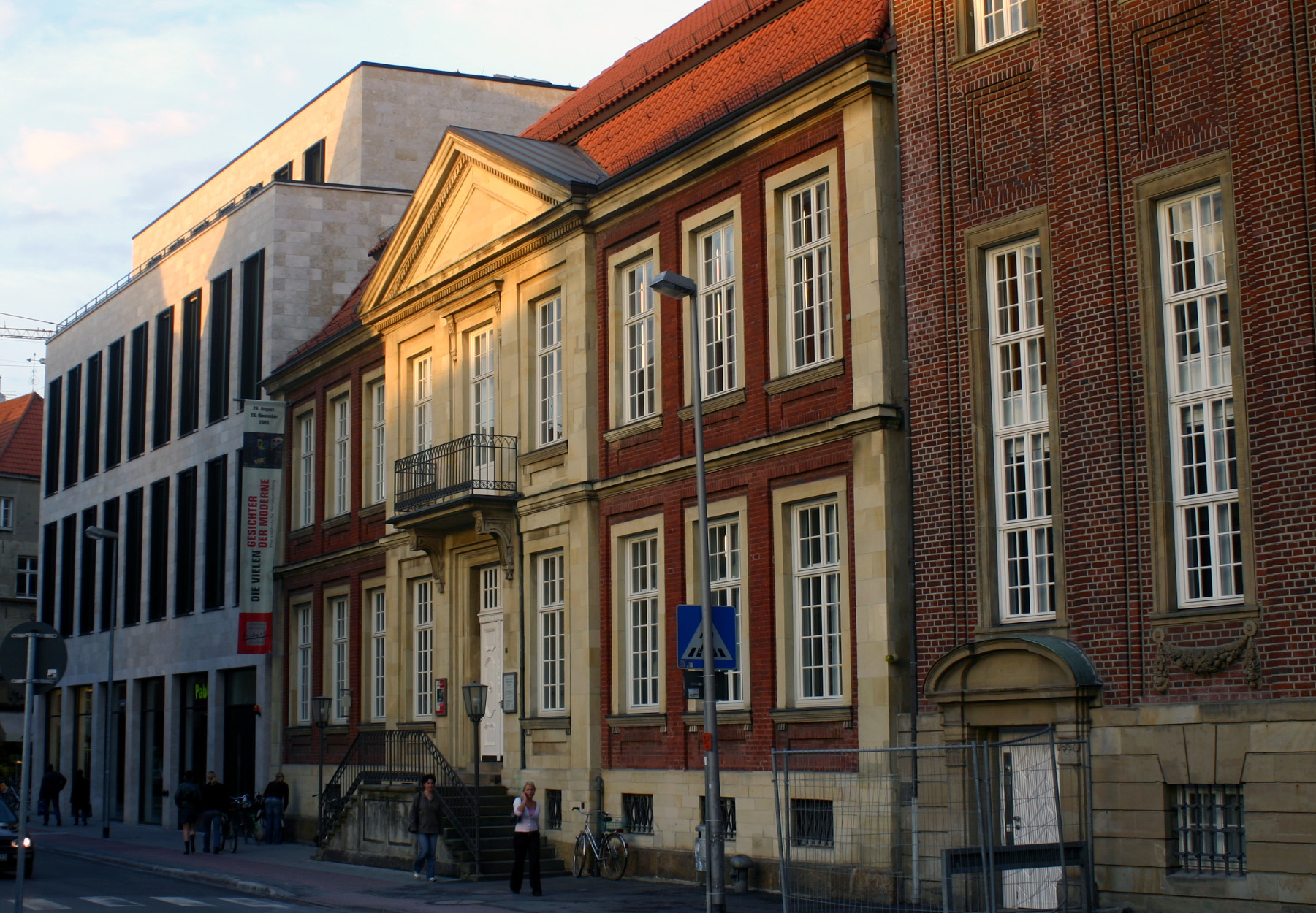
De Druffelsche Hof aan de Königsstraße met het Kunstmuseum Pablo Picasso Münster

Münster telt vele musea en een dierentuin.
- Allwetterzoo Münster met het Westfälisches Pferdemuseum Münster
- Archäologisches Museum Münster - oudheidkundig museum
- Ausstellungshalle zeitgenössische Kunst Münster - expositieruimte voor hedendaagse kunst
- Bibelmuseum Münster - Bijbelmuseum, onderdeel van de Universiteit Münster
- Geologisch-Paläontologisches Museum Münster - geologisch-paleontologisch museum, onderdeel van de Universiteit Münster
- Kunsthaus Kannen - museum voor Art Brut en Outsider Art
- Kunstmuseum Pablo Picasso Münster - omvangrijke grafiekverzameling met werk van onder anderen Picasso, Braque en Chagall
- LWL-Landesmuseum für Kunst und Kulturgeschichte - het centrale kunstmuseum van Westfalen
- LWL-Museum für Naturkunde - natuurhistorisch museum
- Mineralogisches Museum Münster - universiteitsmuseum over mineralogie, kristalkunde en steenkunde
- Museum für Lackkunst - museum met lakkunst uit Oost-Aziè, Europa en islamitische landen.
- Mühlenhof-Freilichtmuseum Münster - openluchtmuseum
- Orgelmuseum Fleiter - muziekmuseum
- Stadtmuseum Münster - stadsgeschiedenis
- Villa ten Hompel - herinnert aan de Tweede Wereldoorlog
- Westpreußisches Landesmuseum - cultuurhistorisch museum over West-Pruisen

### Parken en recreatie
Een van de stadsparken van Münster ligt aan de Aasee. De oevers van deze plas, die wordt gevoed door de Münstersche Aa, vormen in de zomer een geliefd toevluchtsoord bij jong en oud. Münster ligt in een relatief vlak landschap en staat bekend om het grote aantal fietsers en haar goed uitgebouwde net van fietspaden.

### Natuurschoon

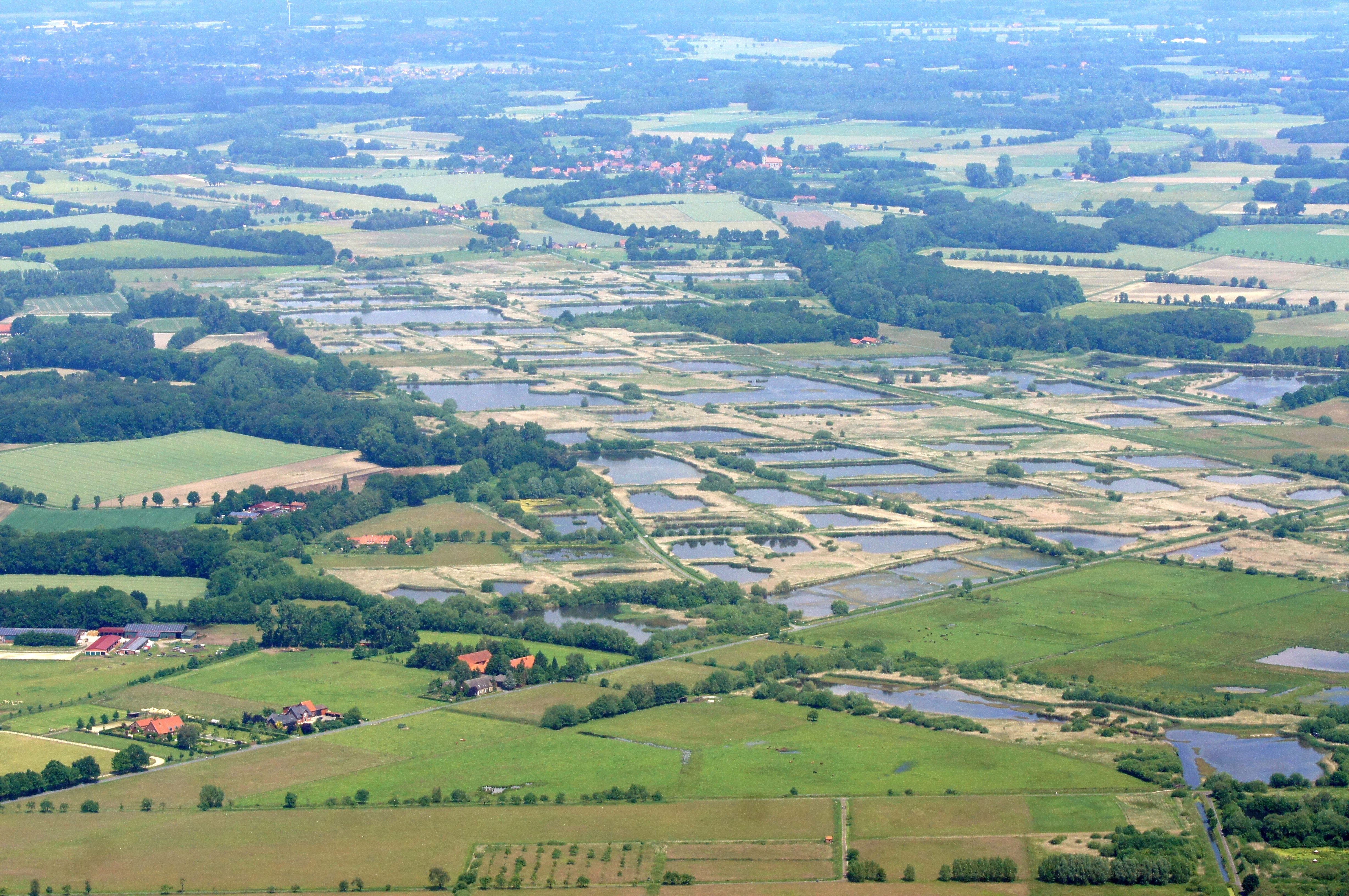
Luchtfoto Rieselfelder Münster

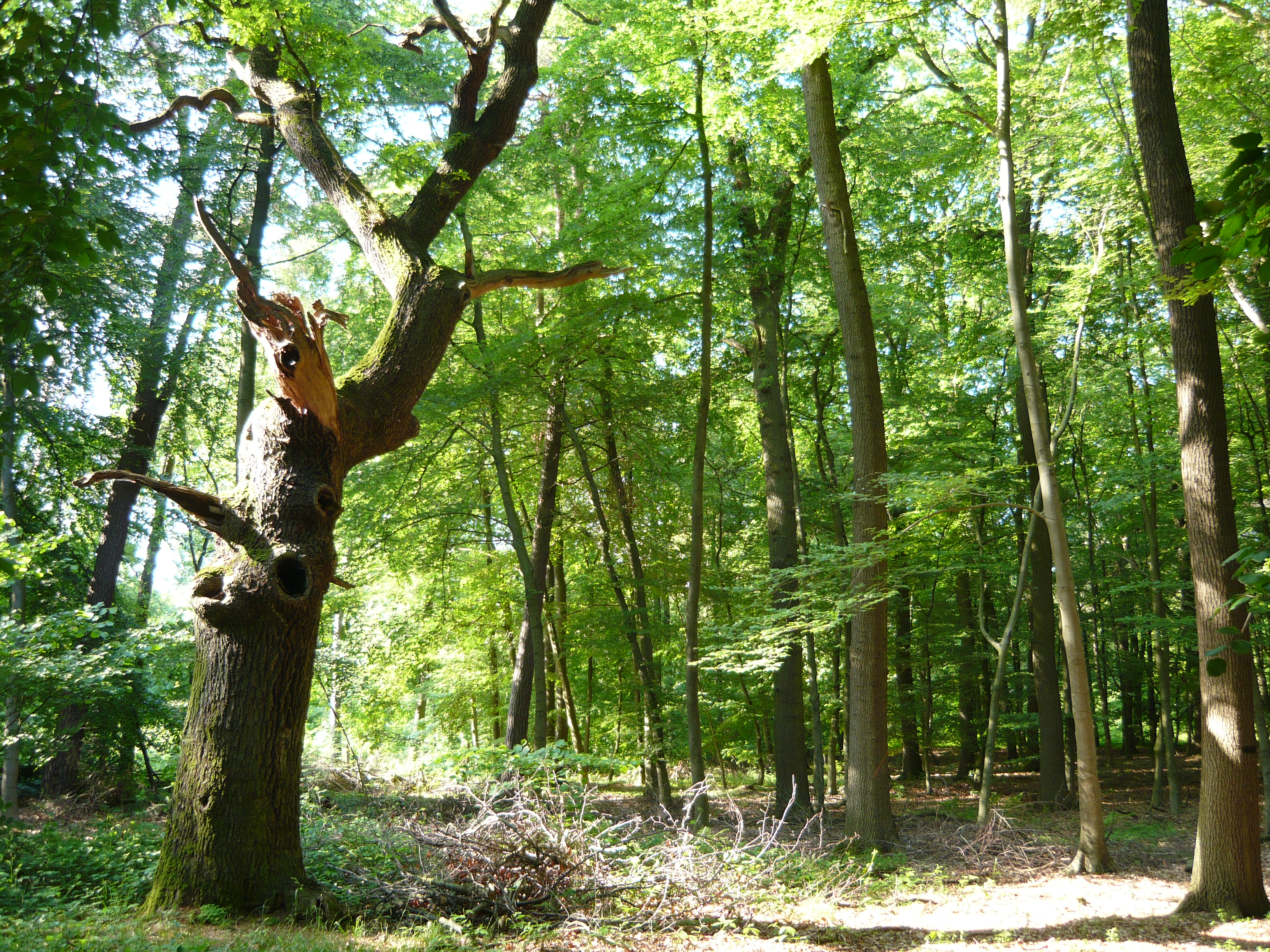
De zogenaamde Duivelseik ten oosten van Davensberg in de Davert

Münster omvat veel gebieden, die een plattelandskarakter hebben behouden. In de periferie van het stadsgebied liggen verscheidene bos- en andere natuurgebieden.
De rond 1900 als vloeivelden in gebruik genomen gebieden ten noorden van Coerde waren rond 1970 niet meer nodig voor de afvalwaterzuivering. De grotendeels onder water staande terreinen zouden oorspronkelijk worden ingericht als landbouw- en industriegebied. Omdat hier toen al een gebied was ontstaan, waar veel trekvogels een tussenstop maakten om te foerageren, rezen er krachtige protesten tegen die herinrichting. Uiteindelijk werd aan de protesten gehoor gegeven. Een reeds dichtgegooid gebied werd zelfs teruggegeven aan de natuur. Het gebied Rieselfelder von Münster werd in 1975 een 4,3 km² groot vogelreservaat, dat volgens veel deskundigen van betekenis is voor geheel West-Europa. Het gebied is gedeeltelijk door wandelpaden ontsloten. Stadsbuslijn 4 heeft een halte dicht bij het gebied.
Aan de zuid- en zuidwestkant van de stad liggen enige deels zeer vochtige bosgebieden. Hiertoe behoort de uitgestrekte, voor een groot deel ook in de buurgemeentes van Münster gelegen Davert, waarvan een gedeelte sedert 2014 officieel een vogelreservaat is. Ook zijn hier enige percelen hoogveen aanwezig.
Aan de oostgrens van de stad ligt het Waldfriedhof Lauheide, grotendeels op het gebied van de gemeente Telgte. Een groot deel van deze begraafplaats ligt in een ecologisch waardevol bosgebied.

### Skulptur Projekte
Münster profileert zich sinds 1977 als kunstcentrum met de om de tien jaar terugkerende beeldententoonstelling Skulptur. Projekte. In 2007, de vierde in rij, viel dit evenement samen met de documenta te Kassel. In Münster onderzoeken de kunstenaars de mogelijkheid om met hedendaagse sculptuur zowel de ruimte binnenshuis als om de openbare ruimte te veranderen. De ruimtelijke objecten, geïntegreerd in de stedelijke ruimte, zullen het beeld van de stad geleidelijk veranderen en een interne dynamiek veroorzaken. Sommige van de tentoongestelde werken voegt men toe aan de permanente collectie.
Ruim dertig kunstenaars met een behoorlijke bekendheid, onder wie Guillaume Bijl, Isa Genzken, Mike Kelley, Suchan Kinoshita, Gustav Metzger, Bruce Nauman, Maria Pask, Thomas Schütte, Rosemarie Trockel en Mark Wallinger namen deel aan de editie 2007. Voorafgaande deelnemers waren onder anderen Joseph Beuys, Maurizio Cattelan, Daniel Buren, Thomas Hirschhorn, Per Kirkeby, Sol LeWitt, Richard Long, Susana Solano, James Turrell en Huang Yong Ping.

### Sport
SC Preußen Münster is de professionele voetbalclub van Münster. SC Preußen Münster speelt haar wedstrijden in het Preußenstadion.
Münster is aankomstplaats van de jaarlijks verreden internationale wielerkoers Ronde van het Münsterland.

## Verkeer en vervoer

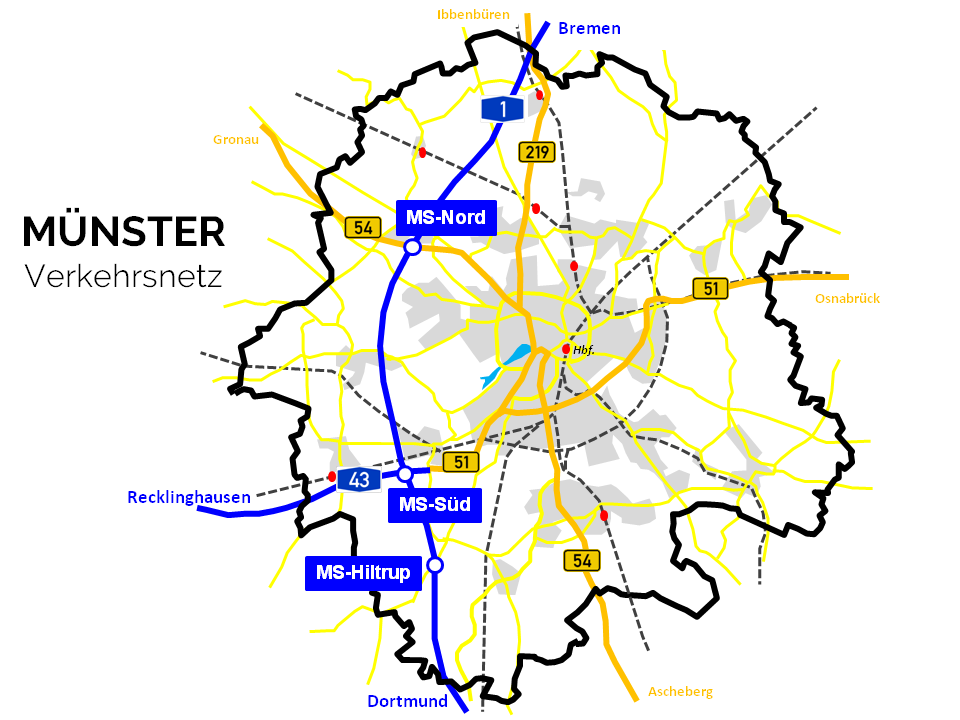
Kaartje met Münsters hoofdverkeersaders. De rode puntjes zijn treinstations.

### Wegverkeer
- De stad ligt ten oosten van de Autobahn A1 Bremen - Ruhrgebied. De Bundesstraße 51 gaat ten zuidwesten van de stad op het Kreuz Münster-Süd, afrit 78, over in de Autobahn A43 zuidwestwaarts eveneens naar het Ruhrgebied.
- De B51 loopt als vierstrooks weg langs de zuidelijke en oostelijke delen van de stad en loopt dan via Telgte en Glandorf richting Osnabrück.
- De B219 loopt van Münster noordwaarts naar Greven en Ibbenbüren.
- De B54 loopt van Münster zuidwaarts via Hiltrup naar Werne en Lünen. De andere kant op loopt deze weg noordwestwaarts, via de als klaverblad uitgevoerde kruising met de A1 (afrit 77) naar Burgsteinfurt en Enschede.
- Een andere uitvalsweg loopt zuidoostwaarts naar Sendenhorst en afrit 20 van de Autobahn A2 bij Beckum.

### Waterwegen
- Münster ligt aan het Dortmund-Eemskanaal (DEK). Dit verloopt vanuit het noorden bij Gelmer eerst oostelijk langs de stad, met een binnenhaven in stadsdeel St. Mauritz, en maakt bij Hiltrup een bocht in westzuidwestelijke richting.
- Door de stad stroomt de beek Münstersche Aa, die bij Greven in de Eems uitmondt. De beek vormt aan de westkant van de stad, tussen het Schloss en de dierentuin, de voor dagrecreatie gebruikte Aa-see.
- In de zuidelijke periferie van de gemeente stroomt de beek Angel door Wolbeck heen en mondt te Angelmodde in de Werse. Ten oosten van Gelmer mondt dit riviertje uit in de Eems. De Eems kruist direct ten noorden daarvan het DEK; bij deze kruising zijn waterwerken uitgevoerd, zie onder Greven.

### Overig
- Op 8 augustus 1888 reed de eerste paardentram door de stad. Deze werd in 1901 vervangen door een elektrische tram op een tramnetwerk met een lengte van 12 kilometer en vier lijnen. In 1949 werd de laatste lijn omgezet in een trolleybuslijn, die in 1968 werd vervangen door dieselbussen.
- Münster (Westf) Hauptbahnhof is een regionaal spoorwegknooppunt voor het noorden van Westfalen, waar lijnen van en naar alle richtingen bijeenkomen. Voorstadstations, waar met name stoptreinen stoppen, zijn er onder meer te Hiltrup.
- Münster is begin- en eindpunt van talrijke streekbuslijnen. Stadsbussen rijden onder andere naar de zuidkant van de stad nabij het Preußenstadion.
- In 2019 is een plan ingediend, om de stad te voorzien van een S-Bahnnet (S-Bahn Münsterland). Voorzien is, dat dit S-Bahn-net vanaf ca. 2035 in navolging van de S-Bahn van Hannover een stelsel van regionale spoorlijnen wordt met Münster als middelpunt. Daartoe worden bestaande spoorlijnen opgeknapt en gemoderniseerd en wellicht enige nieuwe spoorwegen voor lightrailtreinen aangelegd.
- Münster geldt als een van de fietsvriendelijkste steden van Duitsland.[bron?] Veel studenten maken van dit vervoermiddel gebruik, maar zeker ook andere Münsteraners, die dagelijks van en naar werk, school, sportclub en dergelijke fietsen. De stad is begin- en eindpunt van enige toeristische fietsroutes door het Münsterland.
- Münster heeft samen met Osnabrück de beschikking over een eigen vliegveld: Luchthaven Münster-Osnabrück. Het ligt circa 20 km noordelijk van de stadskern, aan de A1 in de gemeente Greven.

## Universiteit en hogescholen
Naast de Universiteit Münster (voorheen de Westfaalse Wilhelms-Universiteit) zijn er in Münster meerdere hogescholen, waaronder:
- Fachhochschule Münster, een grote hogeschool voor toegepaste wetenschap
- Kunstakademie Münster
- de hoogste politieacademie van Duitsland, gevestigd te Hiltrup

## Stedenbanden
- Fresno (Verenigde Staten)
- Kristiansand (Noorwegen)
- Lublin (Polen)
- Monastir (Tunesië)
- Mühlhausen (Duitsland)
- Orléans (Frankrijk)
- Rishon LeZion (Israël)
- Rjazan (Rusland)
- York (Verenigd Koninkrijk)
- Enschede (Nederland)
- Hengelo (Nederland)

## Geboren in Münster
- Theodor Wilhelm Achtermann (1799-1884), beeldhouwer
- Felix von Hartmann (1851-1919), kardinaal
- Carl Schuhmann (1869-1946), sporter
- Alfred Flechtheim (1878-1937), kunsthandelaar, kunstverzamelaar, galeriehouder en uitgever
- Erich Borchmeyer (1905-2000), atleet
- Myriam von Fürstenberg (1908-2006), Duits-Nederlands gravin, weduwe van NSB'er Max de Marchant et d'Ansembourg
- Reiner Klimke (1936-1999), ruiter
- Erwin Kostedde (1946), voetballer
- Günther Jauch (1956), televisiepresentator
- Götz Alsmann (1957), tv-presentator, jazzpianist en -zanger
- Maximillian Lenz (1965), dj/producer
- Tanita Tikaram (1969), Brits zangeres
- Franka Potente (1974), actrice
- Fabian Wegmann (1980), wielrenner
- Julius Brink (1982), beachvolleyballer
- Philipp Haastrup (1982), voetballer
- Linus Gerdemann (1982), wielrenner
- Christian Pander (1983), voetballer
- Kevin Kerr (1989), Schots voetballer
- Maria Luisa Grohs (2001), voetbalster
- Lasse Wehmeyer (2002), voetballer

## Galerij

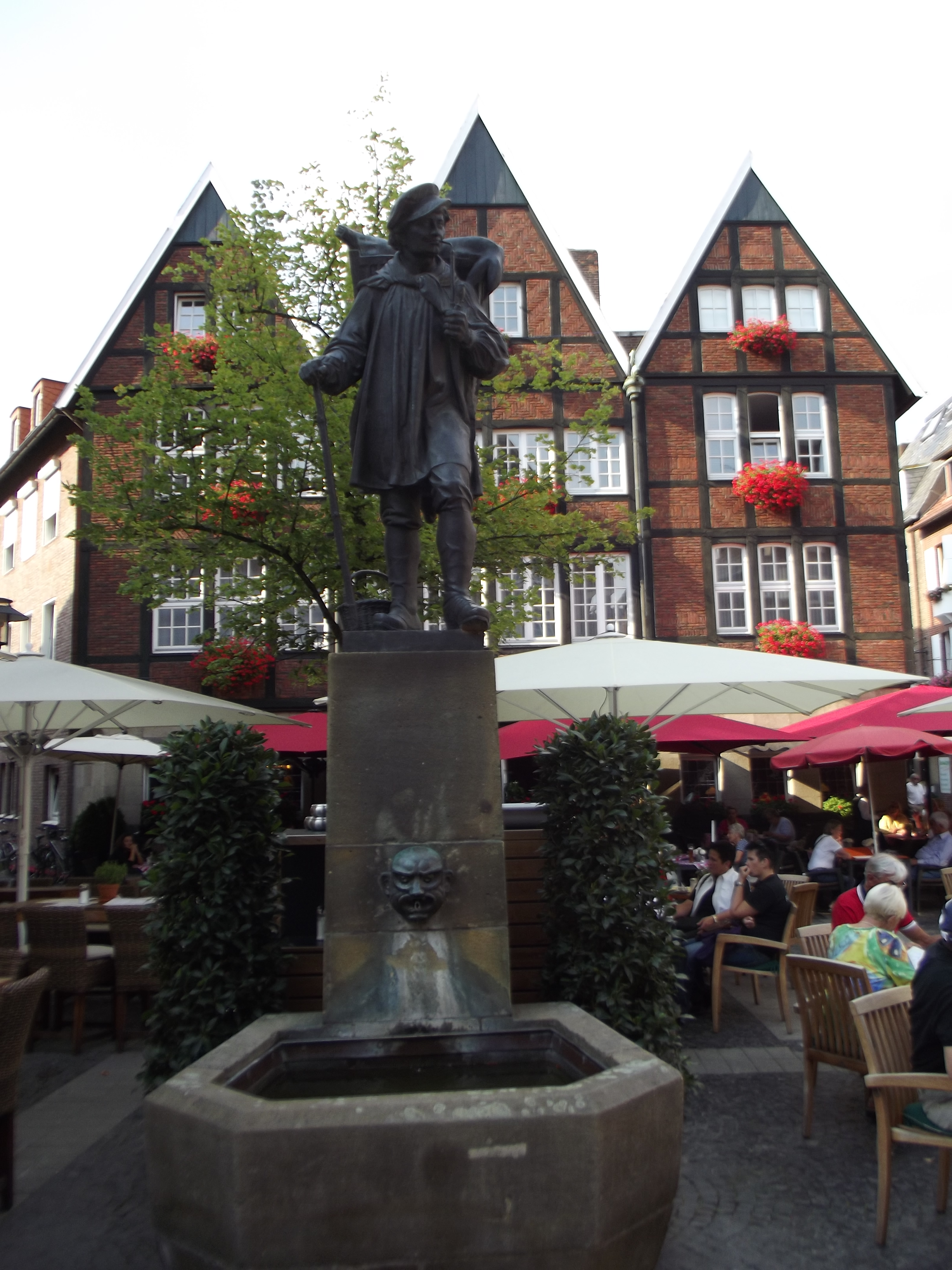
Kiepkerel standbeeld, Spiekerhof
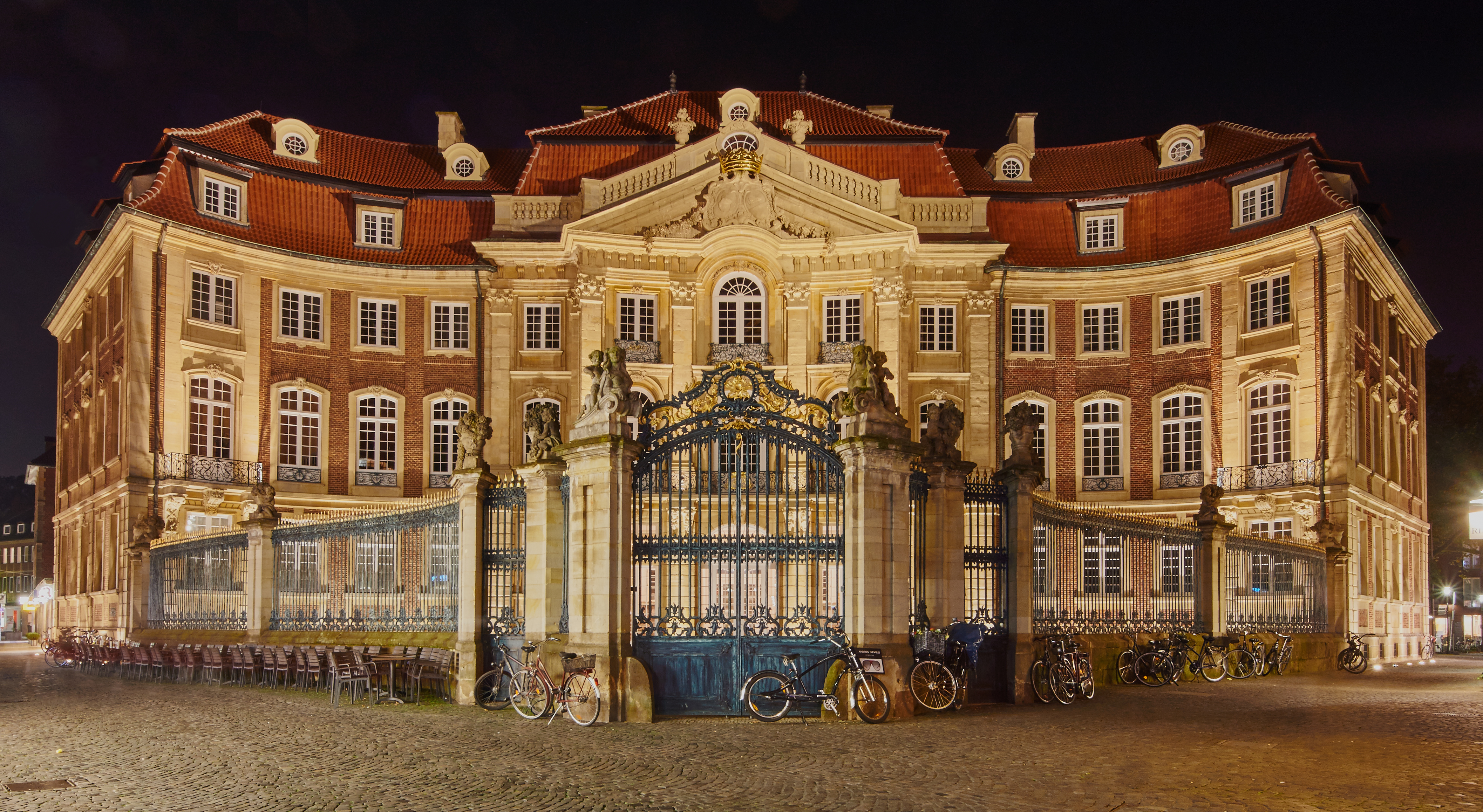
Erbdrostenhof
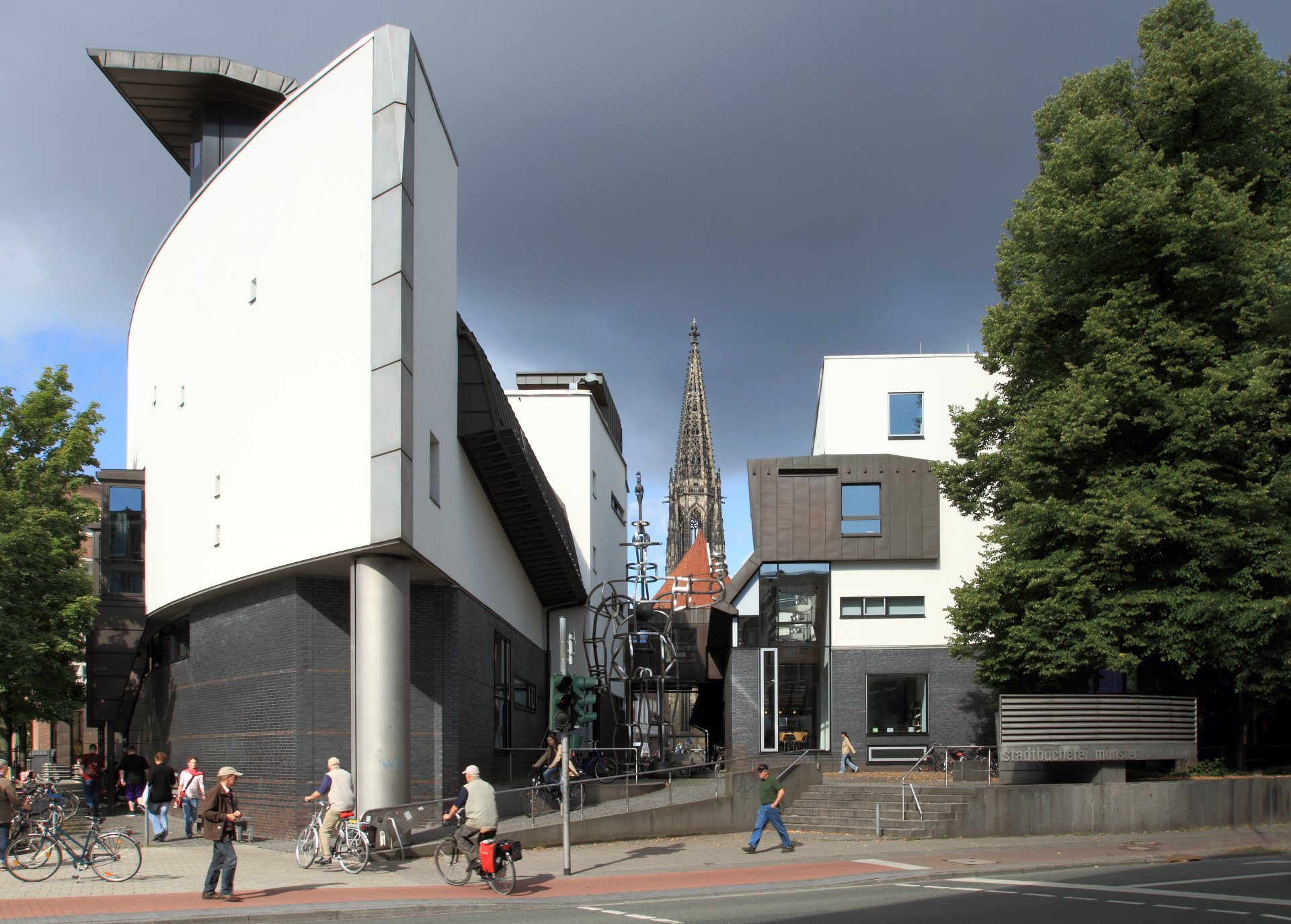
Bibliotheek
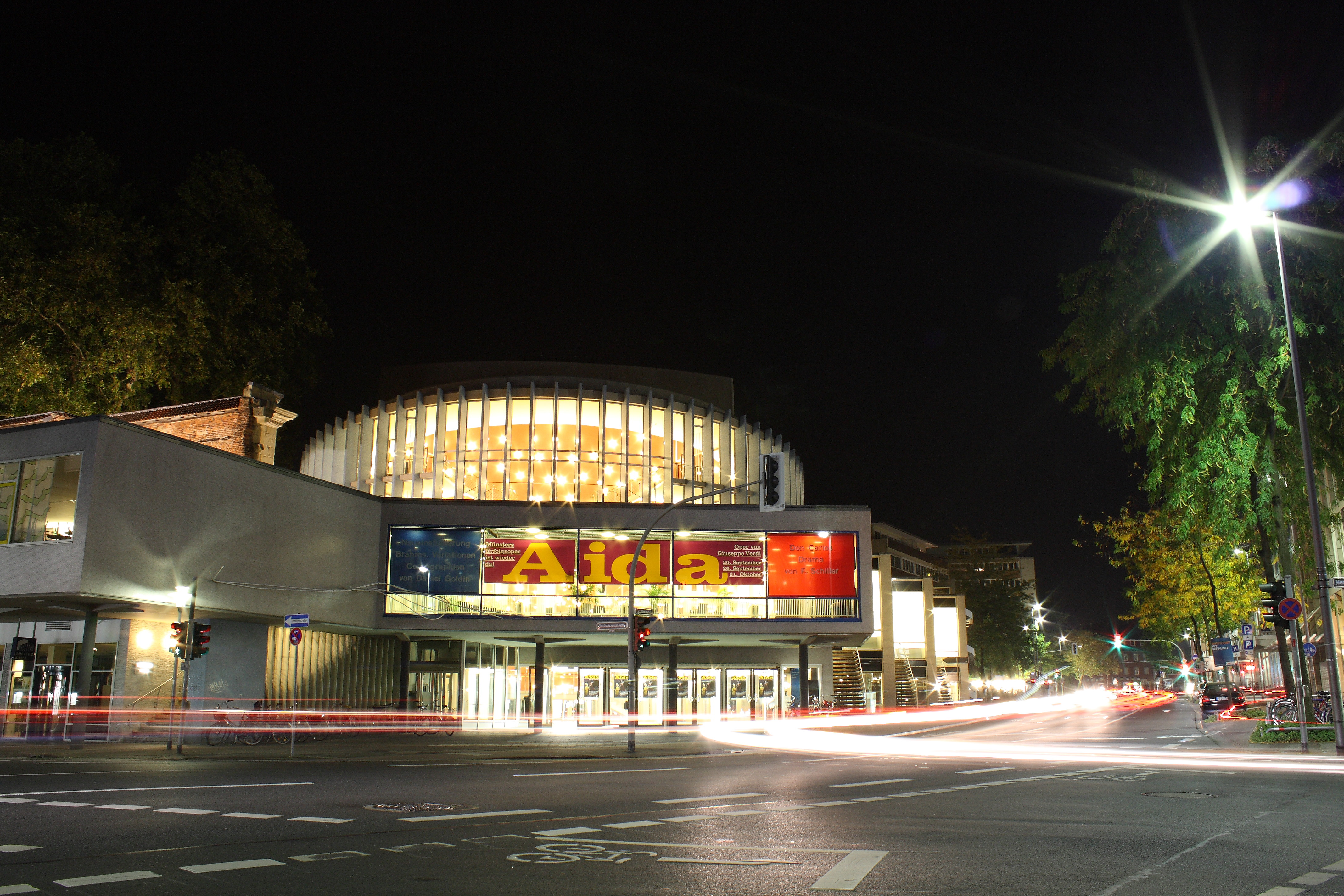
Theater
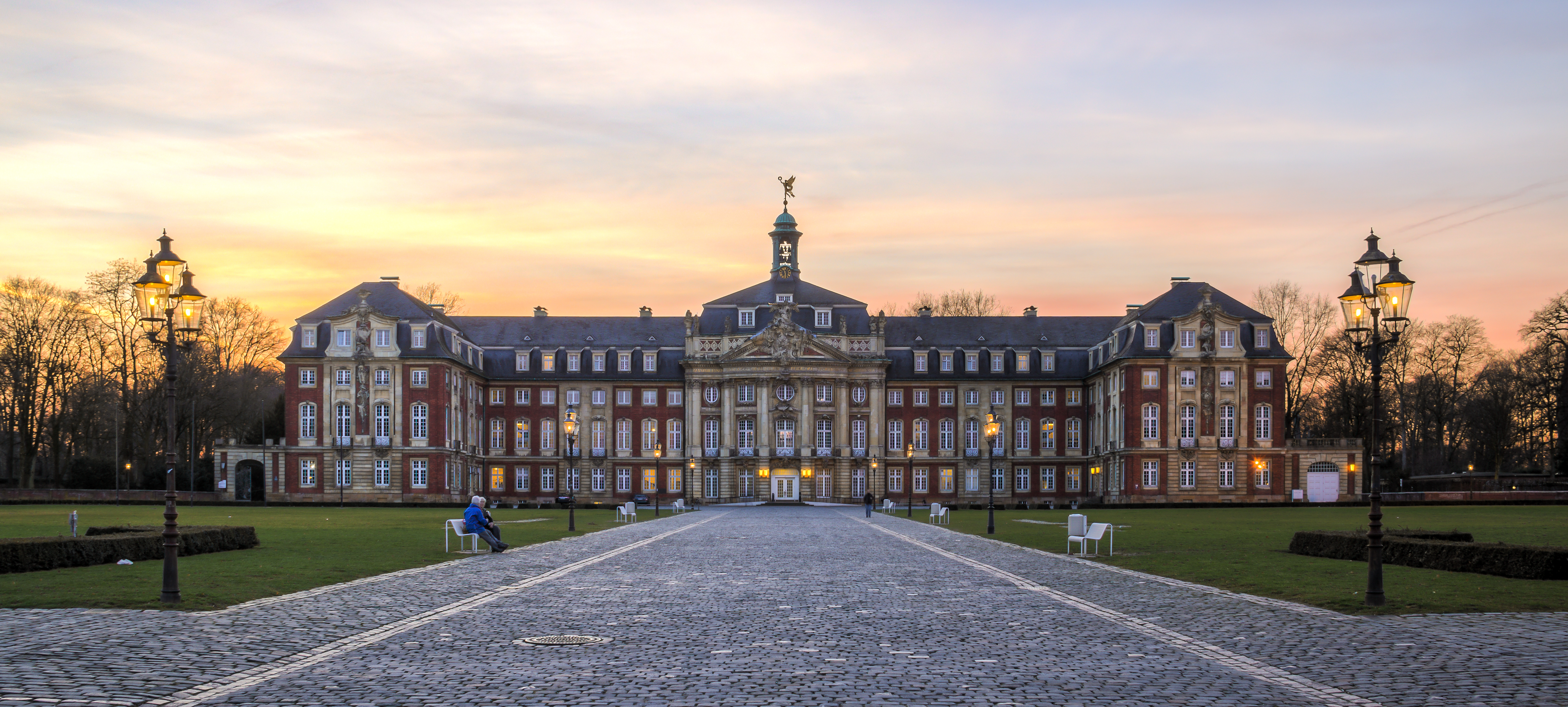
Fürstbischöfliches Schloss. Nu onderdeel universiteit
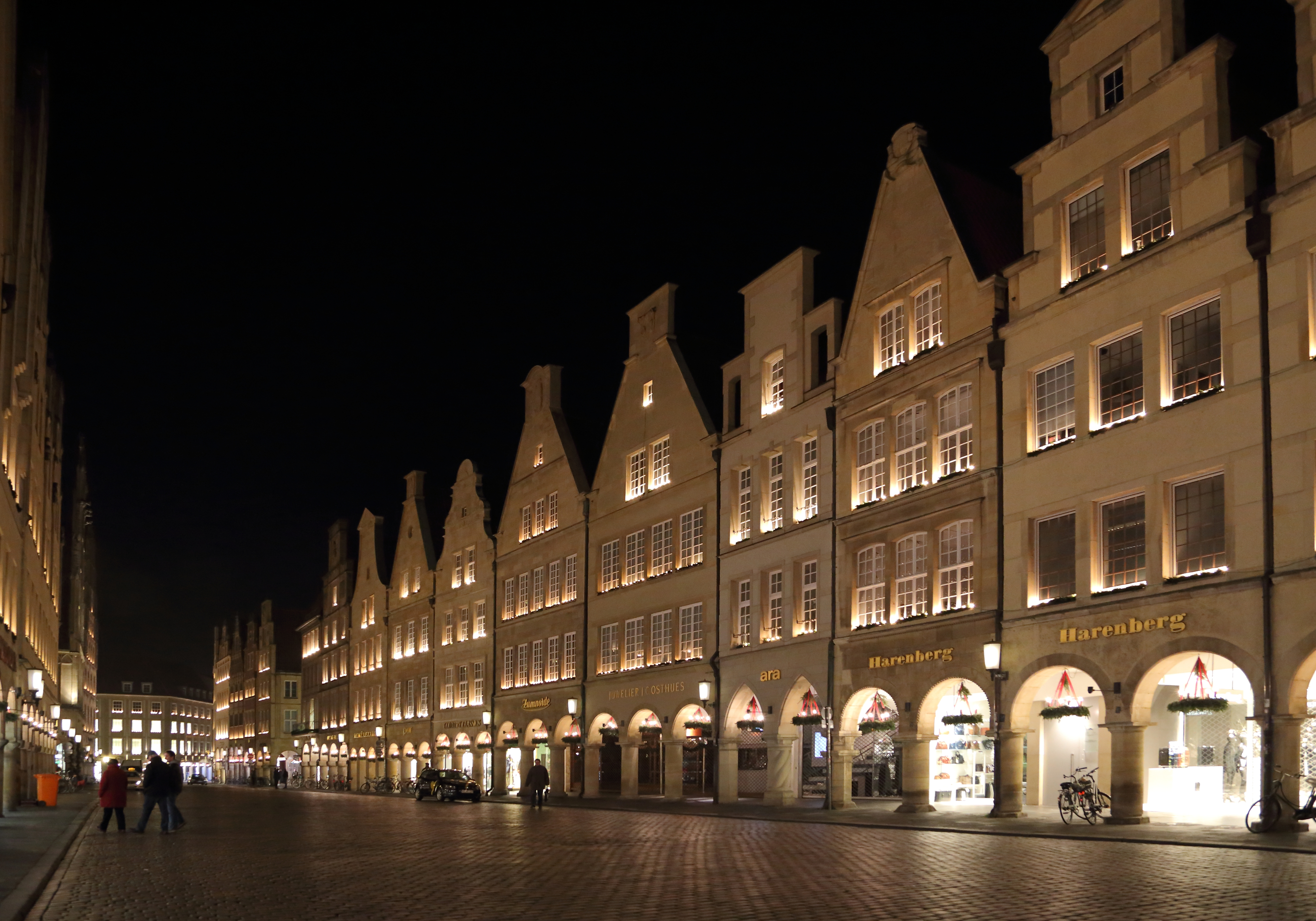
Prinzipalmarkt
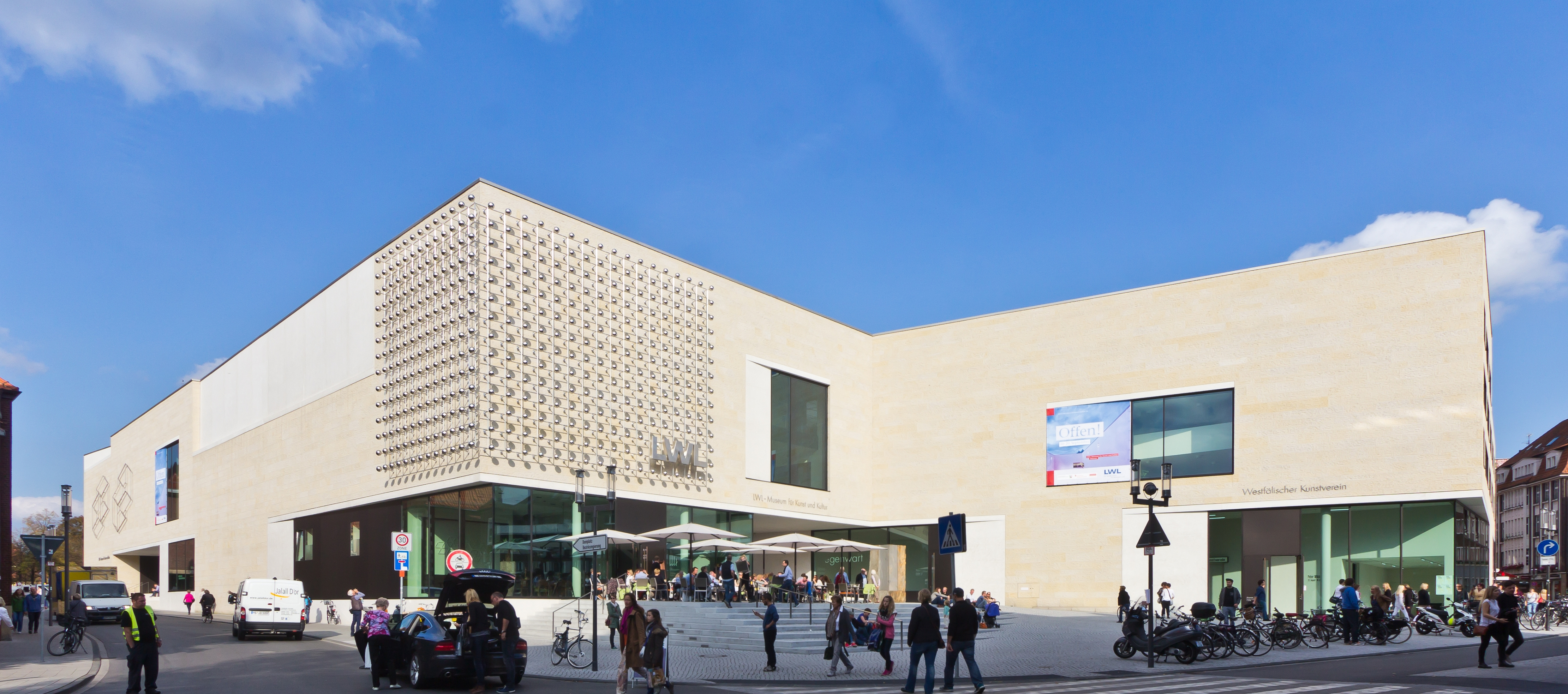
LWL-Museum
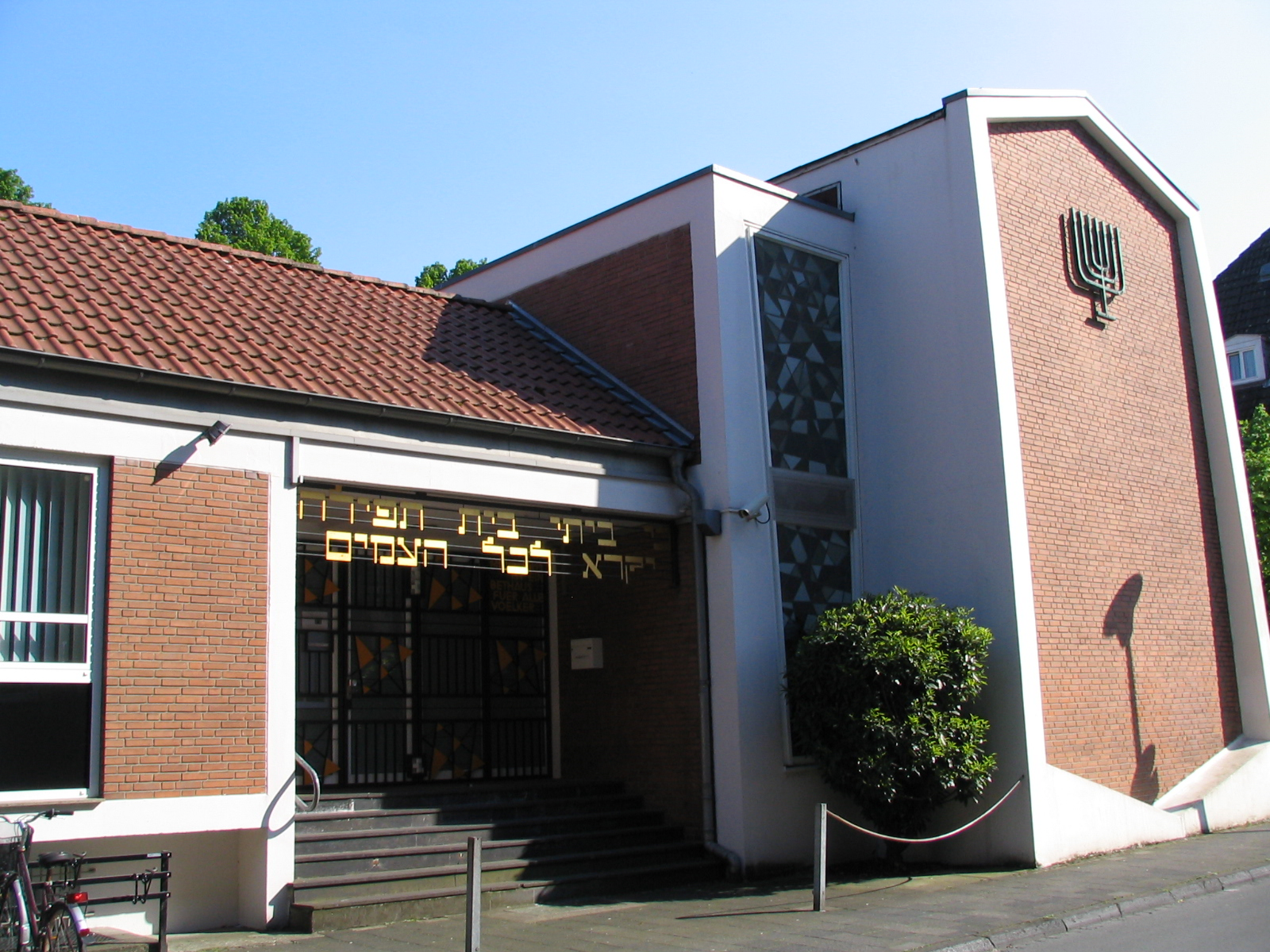
Synagoge
Aasee
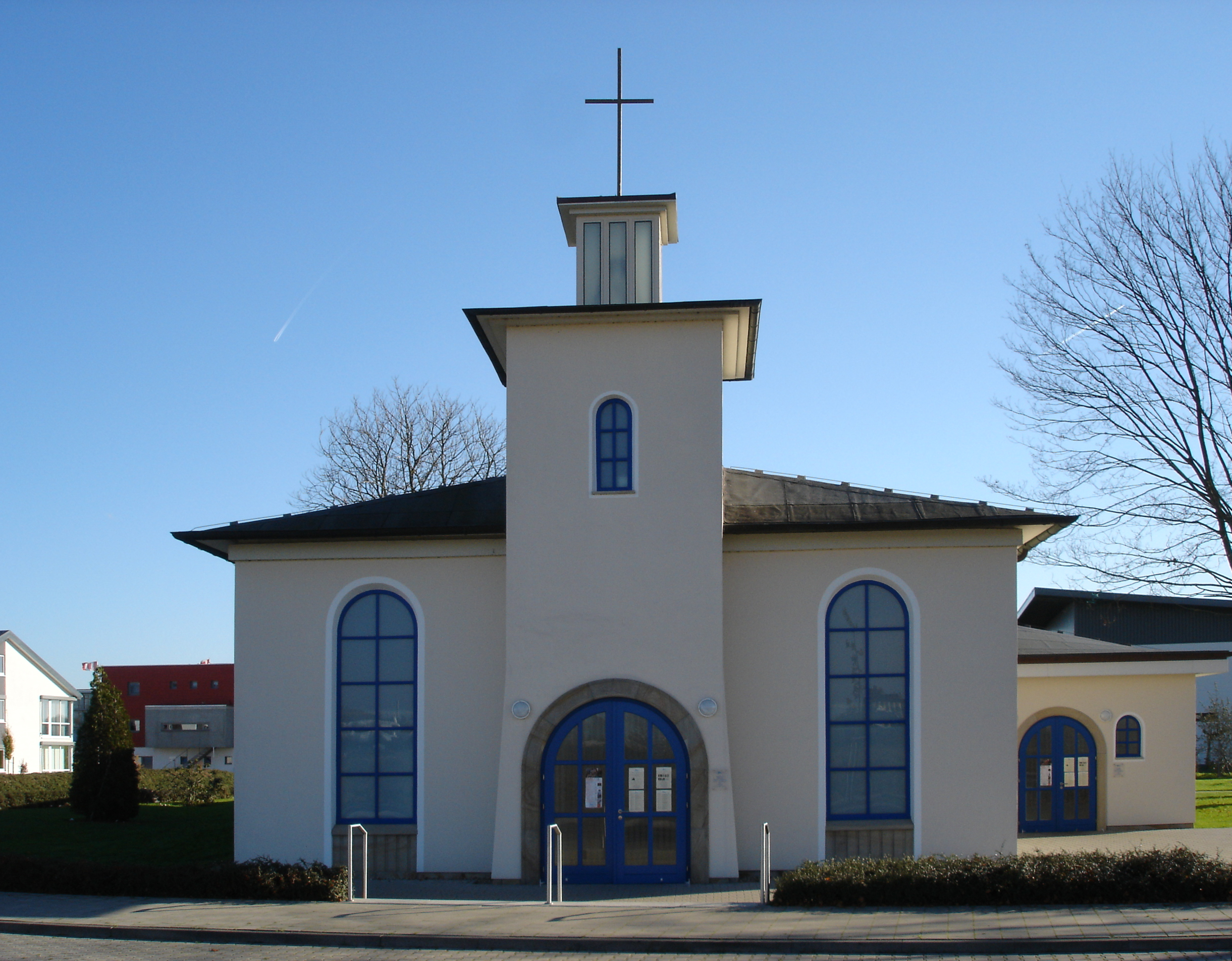
Vredeskapel stadsdeel Loddenheide